# Kurt von Briesen
Pour les articles homonymes, voir Briesen.
Kurt von Briesen (3 mai 1886 – 20 novembre 1941) est un général de la Wehrmacht lors de la Seconde Guerre mondiale.

## Carrière
Kurt von Briesen est le fils du général d'infanterie Alfred von Briesen (1849-1914) et de son épouse Olga, née von Kleist. Outre son père, son frère Leopold (mort en 1915) est également mort sur le front de l'Est pendant la Première Guerre mondiale. 
Von Briesen rejoint l'armée le 26 septembre 1904 en tant que Fahnenjunker dans le 2e régiment de grenadiers de l'Armée prussienne à Berlin. Le 22 avril 1905, il est nommé Fähnrich et promu le 27 janvier 1906 Leutnant. Le 1er octobre 1910, sert en tant qu'Adjudant dans le bataillon de Fusiliers. Le 19 juillet 1913, il devient Oberleutnant et commande à partir du 1er octobre une formation complémentaire à l'académie de guerre de Prusse.
Après le déclenchement de la Première Guerre mondiale, von Briesen est nommé adjudant du 15e régiment d'infanterie de réserve. Il combat sur le front occidental en France où il est blessé le 23 août 1914. Rétabli à la fin de l'année, von Briesen sert en tant qu'adjudant de la 26e brigade d'infanterie de réserve, avant d'être promu Hauptmann le 27 janvier 1915. En 1916, il est transféré dans le 4e corps d'armée avant d'être nommé en 1918 premier officier d'état-major général (Erster Generalstabsoffizier) de la 239e division d'infanterie.
Décoré de la Croix de chevalier de la croix de fer après la campagne de Pologne, von Briesen dirige (depuis février 1938) la 30e division d'infanterie, division qui participe à l'invasion de la France.
Elle défilera sur l'Avenue Foch le 14 juin 1940 
Le 1er août 1940, von Briesen est promu au rang de général. Le 25 novembre 1940, il est nommé General der Infanterie du 52e corps d'armée. Au déclenchement de l'opération Barbarossa, von Briesen est envoyé sur le Front de l'Est. Il est tué par des avions soviétiques à proximité d'Isjum (rivière Donets), au sud-est de Kharkov, le 20 novembre 1941.

## Récompenses et décorations
- Croix de fer (1914) 2e classe (septembre 1914) & 1re classe (décembre 1914)
- Ordre de Hohenzollern avec épées (avril 1918)
- Boucle de la Croix de fer (en) (1939) 2e classe (20 septembre 1939) & 1re classe (4 octobre 1939)
- Croix de chevalier de la croix de fer le 27 octobre 1939 en tant que Generalleutnant et commandant de la 30e division d'infanterie